# Субковы (гмина)
Субковы (пол. Subkowy) — сельская гмина (волость) в Польше, входит как административная единица в Тчевский повет, Поморское воеводство. Население — 5188 человек (на 2004 год).

## Демография
| Перепись                       | Всего   | Всего | Женщины | Женщины | Мужчины | Мужчины |
| ------------------------------ | ------- | ----- | ------- | ------- | ------- | ------- |
| Единицы                        | человек | %     | человек | %       | человек | %       |
| Население                      | 5188    | 100   | 2532    | 48,8    | 2656    | 51,2    |
| Плотность населения (чел./км²) | 66,3    | 66,3  | 32,4    | 32,4    | 34      | 34      |

## Соседние гмины
1. Гмина Милорадз
2. Гмина Пельплин
3. Гмина Старогард-Гданьски
4. Гмина Тчев